# Krysiaki (województwo łódzkie)
Krysiaki – wieś w Polsce położona w województwie łódzkim, w powiecie pajęczańskim, w gminie Rząśnia.
| SIMC    | Nazwa               | Rodzaj    |
| ------- | ------------------- | --------- |
| 0551119 | Buk                 | część wsi |
| 0551125 | Krysiaki Będkowskie | część wsi |
| 0551131 | Krysiaki Broszęckie | część wsi |

W latach 1975–1998 miejscowość administracyjnie należała do województwa piotrkowskiego.